# Fierzë (kommunhuvudort i Albanien)
Fierzë är en kommunhuvudort i Albanien. Den ligger i distriktet Rrethi i Tropojës och prefekturen Qarku i Kukësit, i den norra delen av landet. Fierzë ligger 223 meter över havet och antalet invånare är 742.
Terrängen runt Fierzë är varierad. Fierzë ligger nere i en dal.
Trakten runt Fierzë är en mosaik av jordbruksmark, skog och gräsmarker.